# ويليام تيتلي
ويليام تيتلي (بالإنجليزية: William Tetley)‏ (و. 1927 – 2014 م) هو محامي، وسياسي، وناقد أدبي من كندا . ولد في مونتريال . تولى منصب عضو الجمعية الوطنية في كيبك .
وهو عضو في حزب كيبيك الليبرالي .

## التعليم
تعلم في جامعة مكغيل، وجامعة لافال

## مناصب وهيئات
أدار جامعة مكغيل، وجامعة تولين.

## جوائز
حصل على جوائز منها:
- Member of the Order of Canada.